# ناحیه فیلادلفیا، شهرستان کاس، ایلینوی
ناحیه فیلادلفیا، شهرستان کاس، ایلینوی (به انگلیسی: Philadelphia Township) یک منطقهٔ مسکونی در ایالات متحده آمریکا است که در شهرستان کاس، ایلینوی واقع شده‌است. ناحیه فیلادلفیا ۲۲۱ نفر جمعیت دارد و ۱۸۹ متر بالاتر از سطح دریا واقع شده‌است.